# آشا رول
 آشا رول (انگلیسی: Ahsha Rolle؛ زادهٔ ۲۱ مارس ۱۹۸۵) یک تنیس‌باز اهل ایالات متحده آمریکا است.